# 헤임달 (마블 코믹스)
헤임달(Heimdall)은 마블 코믹스 세계에 등장하는 캐릭터이다. 북유럽 신화의 신 헤임달을 모티브로 하였다. 이드리스 엘바가 연기하였다.

## 담당 배우

### 영화
- 토르: 천둥의 신 (2011) - 이드리스 엘바
  - 토르: 다크 월드 (2013) - 이드리스 엘바
  - 어벤져스: 에이지 오브 울트론 (2015) - 이드리스 엘바 (카메오)
  - 토르: 라그나로크 (2017) - 이드리스 엘바
  - 어벤져스: 인피니티 워 (2018) - 이드리스 엘바